# Randy Blythe
David Randall Blythe (Richmond, 21 febbraio 1971) è un cantante statunitense, noto per la sua militanza nel gruppo groove metal/thrash metal Lamb of God.

## Biografia
Blythe ha cominciato la propria carriera musicale nel 1996, entrando nei Burn the Priest e pubblicando l'album omonimo due anni più tardi. La formazione ha in seguito assunto il nome definitivo Lamb of God, con i quali il cantante ha inciso tutti gli album in studio.
Parallelamente all'attività con i Lamb of God, Blythe è apparso anche nel DVD (Set This) World Ablaze del gruppo metalcore Killswitch Engage e in quello del gruppo groove metal Machine Head, Elegies. Inoltre è comparso anche nel documentario Metal: A Headbanger's Journey e nel video didattico The Zen of Screaming di Melissa Cross. Nel 2008 Blythe ha prestato la propria voce per il brano Adoration for None dei Gojira, presente in The Way of All Flesh.

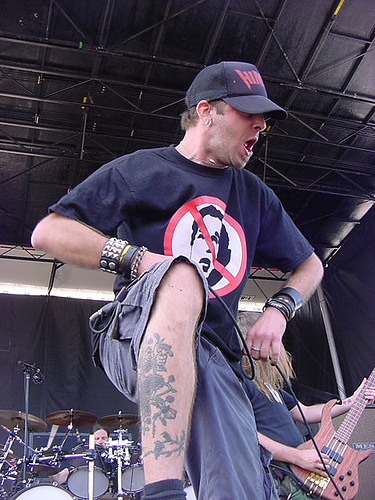
Blythe all'Ozzfest 2004

Il 27 giugno 2012 Blythe è stato arrestato all'aeroporto di Praga-Ruzyně con l'accusa di aver ucciso un ragazzo di 19 anni, Daniel N., durante un concerto dei Lamb of God di due anni prima. Il ragazzo è deceduto dopo due settimane dal concerto in questione, a causa di un'emorragia cerebrale: era infatti saltato sul palco tre volte, due delle quali era stato gettato nella folla dal servizio di sicurezza, e alla terza è stato Blythe stesso, temendo per la sua incolumità, a respingerlo. Non essendo giunto nessun mandato in Repubblica Ceca, né nessuna richiesta di estradizione in America, Blythe è rimasto sorpreso dell'accaduto, non ricordando neppure quel concerto, suonato in uno spazio molto ristretto e inserito in una stancante tournée.
Durante la sua permanenza in carcere ha diviso la cella con un detenuto della Mongolia, ed ha imparato a parlare qualche parola. È stato molto colpito dalla cultura mongola.
Dopo aver pagato 370 000$, il cantante ha fatto ritorno a Richmond, Virginia; qui ha scritto una lettera ai suoi fan dove li ringrazia per il supporto ricevuto e si dichiara disposto ad affrontare un processo completo, fiducioso nella sua innocenza e nella giustizia ceca. Il 5 marzo 2013 Blythe è stato assolto dalle accuse, e giudicato libero da qualsiasi pendenza penale.

## Discografia

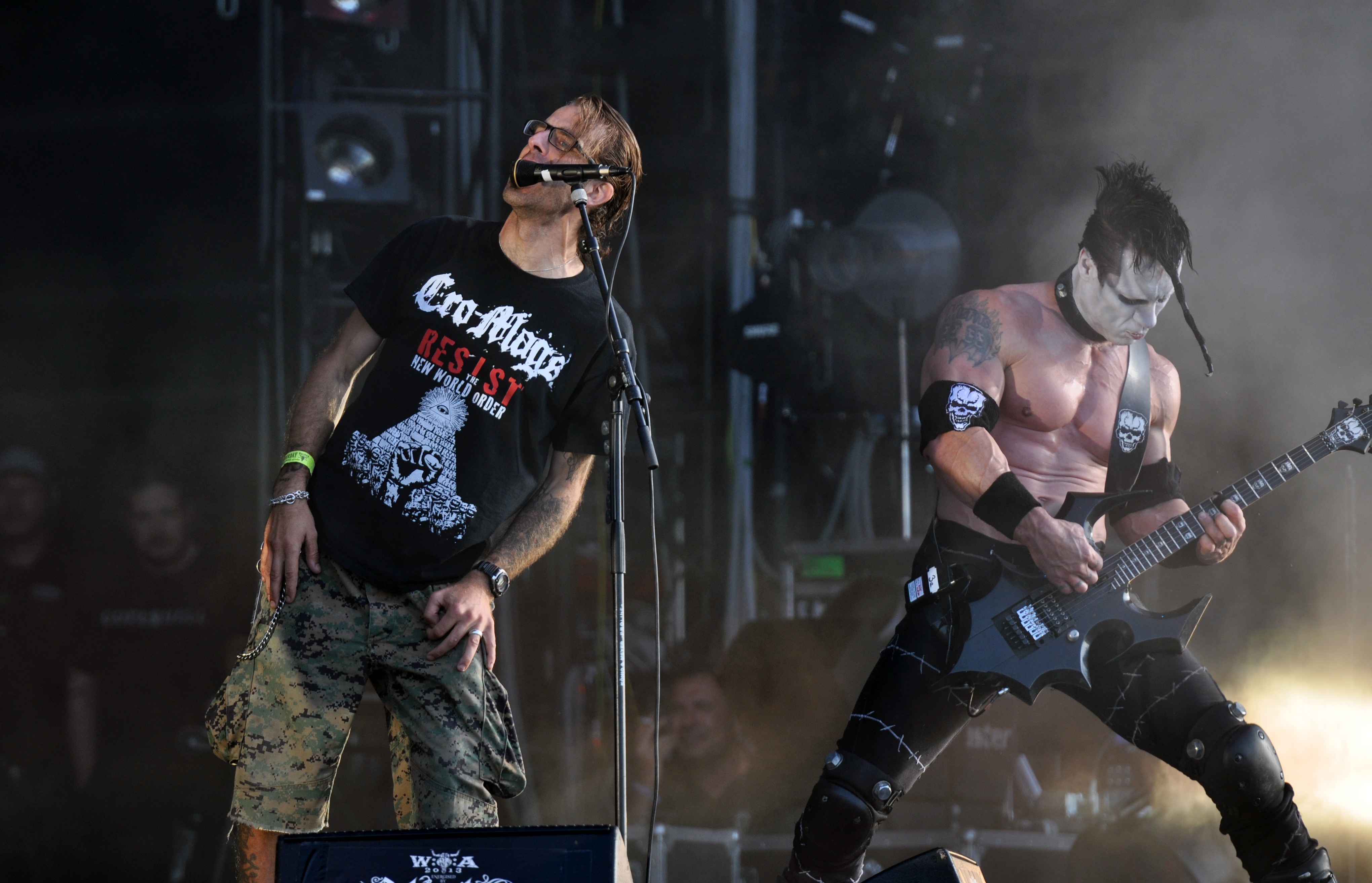
Blythe con Paul Caiafa come corista in un concerto dei Danzig del 2013

### Con i Lamb of God
- 1998 – Burn the Priest (come Burn the Priest)
- 2000 – New American Gospel
- 2003 – As the Palaces Burn
- 2004 – Ashes of the Wake
- 2006 – Sacrament
- 2009 – Wrath
- 2012 – Resolution
- 2015 – VII: Sturm und Drang
- 2018 – Legion: XX (come Burn the Priest)
- 2020 – Lamb of God
- 2022 – Omens

### Collaborazioni
- 2004 – Gollum – Cross-Pollenation (da Lesser Traveled Waters)
- 2004 – Bloodshoteye – F.U.B.A.R. (da Without Any Remorse)
- 2004 – Bloodshoteye – Bad Trip (da Without Any Remorse)
- 2005 – A Life Once Lost – Vulture (da Hunter)
- 2007 – Overkill – Skull and Bones (da Immortalis)
- 2007 – A Life Once Lost – Pigeonholed (da Iron Gag)
- 2008 – Gojira – Adoration for None (da The Way of all Flesh)
- 2008 – Pitch Black Forecast – So Low (da Absentee)
- 2009 – Gollum – Diggin' (da The Core; accreditato come Silky Johnson)
- 2009 – Shadows Fall – King of Nothing (da Retribution)
- 2009 – The Kris Norris Projekt – Icons of the Illogical)
- 2010 – Downspell – Submission (da 7 Dead, 6 Wounded...)
- 2010 – Volbeat – Pool of Booze, Booze, Booza (Live) (da Beyond Hell/Above Heaven Limited Edition)
- 2011 – Jamey Jasta – Enslaved, Dead Or Depraved (da Jasta
- 2012 – 閃靈 – 皇軍 (Takao) (da 醒靈寺大決戦 (Final Battle at Sing Ling Temple)
- 2012 – 閃靈 – 震洋 (Oceanquake) (da 醒靈寺大決戦 (Final Battle at Sing Ling Temple)
- 2012 – Cannabis Corpse – Cory Smoot Memorial Show
- 2012 – Suicide Silence – You Only Live Once (da Ending Is the Beginning (The Mitch Lucker Memorial Show - 12.21.12))
- 2015 – Teenage Time Killers – Hung Out to Dry (Greatest Hits Vol. 1)
- 2015 – Metal Allegiance – Gift of Pain (da Metal Allegiance)
- 2016 – Sourvein – Ocypuss (da Aquatic Occult)
- 2016 – Sourvein – Oceanic Procession (da Aquatic Occult)
- 2016 – Oni – The Only Cure (da Ironshore)
- 2017 – Body Count – Walk with Me... (da Bloodlust)
- 2017 – Doyle – Virgin Sacrifice (da As We Die)
- 2018 – DevilDriver – Whiskey River (da Outlaws 'till the End: Vol. 1)
- 2018 – DevilDriver – Ghost Riders in the Sky (da Outlaws 'till the End: Vol. 1)
- 2018 – Soulfly – Death Beyond the Eyes (da Ritual)
- 2018 – 閃靈 – 失落的令旗 (da 政治 (Battlefields of Asura))
- 2019 – Mark Morton – The Truth Is Dead (da Anesthetic)
- 2019 – Eluveitie – Worship (da Ategnatos)
- 2020 – Saudade – Lions (da Lions)
- 2021 – Voodoo Glow Skulls – The Walking Dread (da Livin' the Apocalypse)
- 2021 – Saudade – Day of the Lords (da Day of the Lords)
- 2021 – Me and That Man – Silver Haide Echoes (da New Man, New Songs, Same Shit Vol. 2)
- 2022 – Mutually Assured Destruction – Spirit Liberation' (da Ascension)
- 2022 – Oni – Oni (da Loathing Light)
- 2022 – Black Cross Motel – We Are 138 (da Hex)
- 2024 – P.O.D. – Drop (da Veritas)
- 2024 – Lacuna Coil – Hosting the Shadow (da Sleepless Empire)